# Ethmia quadrillella quadrilella
Ethmia quadrillella quadrilella é uma subespécie de insetos lepidópteros, mais especificamente de traças, pertencente à família Elachistidae.
A autoridade científica da subespécie é Goeze, tendo sido descrita no ano de 1783.
Trata-se de uma subespécie presente no território português.